# Paul Bleiß
Paul Bleiß (* 6. November 1904 in Berlin; † 17. April 1996 in Minden) war ein deutscher Ökonom und Politiker.

## Leben
Nach dem Realschulabschluss absolvierte Bleiß, der evangelischen Glaubens war, eine Banklehre in Berlin, wo er anschließend Betriebswirtschaftslehre studierte. Von 1931 bis 1938 war er als Diplomkaufmann bei verschiedenen Banken tätig. 1937 wurde er an der Wirtschaftshochschule Berlin promoviert. Von 1938 bis 1943 war er als Betriebsprüfer beim Oberkommando der Wehrmacht tätig. Anschließend war er kaufmännischer Leiter der Metallwarenfabrik Rothenburg GmbH in Rothenburg (Saale). 1944 wurde er Betriebsdirektor der Fichtel & Sachs-Werke in Reichenberg im Vogtland. 1945 wurde er Wirtschaftstreuhänder in Sachsen, um aber schon 1946 zur Verwaltung für Wirtschaft der britischen Zone (ab 1947: der Bizone) nach Minden zu gehen. Er gehörte der Interalliierten Stahlkommission an. Von 1963 bis 1970 war er Arbeitsdirektor der Salzgitter AG.

## Politik
Bleiß, der seit 1945 der SPD angehörte, saß 1948/49 im Wirtschaftsrat des Vereinigten Wirtschaftsgebietes. Von der Bundestagswahl 1949 bis 1965 war Mitglied des Deutschen Bundestages. Von 1957 bis 1965 war er Vorsitzender des Bundestagsausschusses für Verkehr, Post- und Fernmeldewesen. Er wurde zwischen 1949 und 1961 im Bundestagswahlkreis Minden-Lübbecke I stets direkt ins Parlament gewählt.